# Velă solară

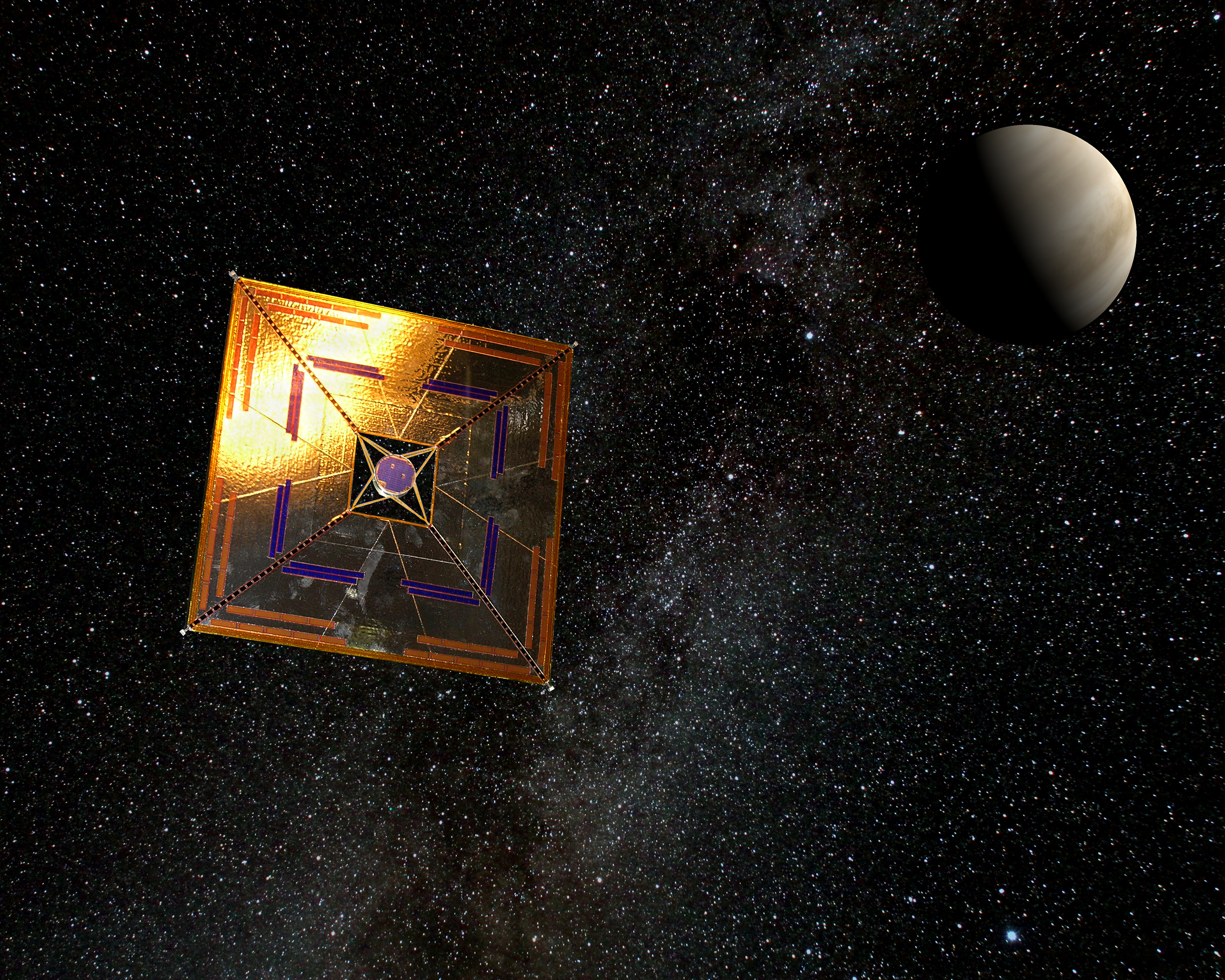
IKAROS, prima probă spațială care a folosit o velă solară ca metodă de propulsie (vizualizare artistică), cu o pânză pătrată de aproape 200 de m^{2}

Vela solară (cunoscută și sub denumirile de pânză solară sau pânză fotonică) este o metodă de propulsie a navelor spațiale care utilizează presiunea radiației exercitată de lumina solară pe suprafețe mari. Începând cu anii 1980, au fost propuse o serie de misiuni pentru testarea propulsiei și navigației solare. Cele două nave spațiale care au utilizat cu succes această tehnologie pentru propulsie au fost IKAROS, lansată în 2010, și LightSail-2, lansată în 2019.
O analogie utilă poate fi o barcă cu vele; lumina care exercită o forță pe suprafața pânzei solare este asemănătoare unei vele care este suflată de vânt. Fasciculele laser de înaltă energie ar putea fi utilizate ca sursă alternativă de lumină pentru a exercita o forță mult mai mare decât ar fi posibil cu ajutorul luminii solare. Navele cu vele solare oferă posibilitatea unor operațiuni cu costuri reduse, combinate cu viteze mari (în raport cu rachetele chimice) și cu o durată lungă de funcționare. Deoarece au puține părți în mișcare și nu utilizează un propulsor, ele pot fi utilizate de mai multe ori pentru transportul de încărcături utile.
Pânzele solare utilizează un fenomen care are un efect dovedit și măsurat asupra astrodinamicii. Presiunea solară afectează toate navele spațiale, indiferent dacă se află în spațiul interplanetar sau pe orbita unei planete sau a unui corp mic. O navă spațială obișnuită care se îndreaptă spre Marte, de exemplu, va fi deplasată mii de kilometri de presiunea solară, astfel încât efectele trebuie luate în considerare în planificarea traiectoriei, lucru care se face încă de pe vremea primelor nave spațiale interplanetare din anii 1960. Presiunea solară afectează, de asemenea, orientarea unei nave spațiale, un factor care trebuie inclus în proiectarea navei.
Forța totală exercitată asupra unei pânze solare de 800 pe 800 de metri, de exemplu, este de aproximativ 5 N la o distanță de 1 UA față de Soare, ceea ce o transformă într-un sistem de propulsie cu tracțiune redusă, similar navelor spațiale propulsate de motoare ionice, dar, deoarece nu utilizează vreun propulsor, această forță este exercitată aproape constant, iar efectul colectiv în timp este suficient de mare pentru a fi considerat un mod potențial de propulsie a navelor spațiale.

## Istoricul conceptului
Johannes Kepler a observat că cozile cometelor se îndepărtează de Soare și a sugerat că Soarele este cauza acestui efect. Într-o scrisoare adresată lui Galileo în 1610, el a scris: „Furnizați nave sau pânze adaptate la brizele cerești și vor exista unii care vor înfrunta chiar și acest vid.” Este posibil să se fi gândit la fenomenul cozilor de cometă atunci când a scris aceste cuvinte, deși publicațiile sale privind cozile de cometă au apărut câțiva ani mai târziu.
Teoria câmpurilor și radiațiilor electromagnetice, publicată pentru prima dată de James Clerk Maxwell în 1861–1864, arată că lumina are impuls și, prin urmare, poate exercita presiune asupra obiectelor. Ecuațiile lui Maxwell oferă fundamentul teoretic pentru navigarea cu presiunea luminii. Prin urmare, în 1864, comunitatea de fizicieni și nu numai știa că lumina soarelui are un impuls care poate exercita o presiune asupra obiectelor.
Jules Verne, în De la Pământ la Lună, publicat în 1865, a scris: „Într-o zi vor apărea viteze mult mai mari decât acestea [ale planetelor și ale proiectilului], al căror agent mecanic va fi probabil lumina sau electricitatea... într-o zi vom călători spre Lună, planete și stele.” Aceasta este probabil prima confirmare publicată a faptului că lumina ar putea deplasa nave prin spațiu.
Piotr Lebedev a fost primul care a demonstrat cu succes presiunea luminii, lucru pe care l-a făcut în 1899 cu ajutorul unei balanțe torsionale; Ernest Nichols și Gordon Hull au efectuat un experiment independent similar în 1901 folosind un radiometru Nichols.
Svante Arrhenius a prezis în 1908 posibilitatea ca presiunea radiațiilor solare să distribuie spori de viață pe distanțe interstelare, oferind un mijloc de a explica conceptul de panspermie. Se pare că el a fost primul om de știință care a afirmat că lumina poate deplasa obiecte între stele.
Konstantin Țiolkovski a propus pentru prima dată utilizarea presiunii luminii solare pentru a propulsa nave spațiale prin spațiu în 1921 și a sugerat „utilizarea unor oglinzi enorme din foi foarte subțiri pentru a utiliza presiunea luminii solare pentru a atinge viteze cosmice”.
Friedrich Zander a publicat o lucrare tehnică în 1925 care includea o analiză tehnică a navigației solare. Zander a scris despre „aplicarea unor forțe mici” folosind „presiunea luminii sau transmiterea energiei luminoase la distanțe mari prin intermediul unor oglinzi foarte subțiri”.
JBS Haldane a speculat în 1927 cu privire la inventarea unor nave spațiale tubulare care să ducă omenirea în spațiu și la modul în care „aripi din folie metalică cu o suprafață de un kilometru pătrat sau mai mult sunt întinse pentru a prinde presiunea radiațiilor solare”.
J. D. Bernal a scris în 1929: „Ar putea fi dezvoltată o formă de navigație spațială care să utilizeze efectul de respingere al razelor solare în locul vântului. O navă spațială care își întinde la maximum aripile mari, metalice, cu o întindere de acri, ar putea fi propulsată până la limita orbitei lui Neptun. Apoi, pentru a-și mări viteza, ar urma să vireze în jos, pe lângă câmpul gravitațional, întinzând din nou pânzele la maxim în timp ce trece în viteză pe lângă Soare.”
Arthur C. Clarke a scris „Sunjammer”, o povestire științifico-fantastică publicată inițial în numărul din martie 1964 al revistei Boys' Life, care descrie o cursă de iahturi spațiale cu vele solare.
Primul efort formal de tehnologie și proiectare a unei vele solare a început în 1976 la Jet Propulsion Laboratory pentru o misiune propusă pentru întâlnirea cu cometa Halley.
Carl Sagan a popularizat în anii 1970 ideea de a naviga pe lumină folosind o structură uriașă care ar reflecta fotonii într-o direcție, creând o forță de tracțiune. El și-a prezentat ideile în cursuri universitare, cărți și emisiuni de televiziune. Era obsedat de lansarea rapidă a acestei nave spațiale la timp pentru a efectua o întâlnire cu cometa Halley. Din nefericire, misiunea nu a avut loc la timp și el nu avea să trăiască pentru a o vedea în sfârșit realizată.